# Ceramica Cleopatra Football Club
Actualités
Le Ceramica Cleopatra Football Club (en arabe : نادي سيراميكا كليوباترا لكرة القدم), plus couramment abrégé en Ceramica Cleopatra FC, est un club égyptien de football fondé en 2006 et basé à Gizeh.
Il évolue actuellement en première division.

## Histoire
En 2006, Mohamed M. Abou El Enein le fondateur et président de Ceramica Cleopatra Group crée le club qui commence dans un championnat d'entreprises. En 2007, le club est affilié à la Fédération égyptienne de football et débute en quatrième division pour la saison 2007-2008, il termine à la première place et est promu en troisième division.
En 2016, Ceramica Cleopatra monte en deuxième division puis en 2020 arrive en tête de son groupe et est promu en Premier League d'Égypte. A la fin de sa première saison dans l'élite le club termine à la 10e place.